# Yván Gil

Yván Gil während einer Rede vor der UN-Vollversammlung (2023)

Yván Eduardo Gil Pinto (* 15. August 1972 in Maracay, Aragua) ist ein venezolanischer Diplomat und Politiker. Seit Januar 2023 ist er Außenminister des Landes.

## Leben und Wirken
Yván Gil erwarb einen Bachelor im Bereich Landwirtschaft an der Universidad Central de Venezuela. 2007 promovierte er am französischen Agro-Institut von Montpellier.
Zwischen 2013 und 2016 war Gil Landwirtschaftsminister unter Präsident Maduro. Ab dem Jahr 2017 übte er zahlreiche diplomatische Tätigkeiten in Europa aus. Zu seinen Aufgaben gehörte unter andern jene Staaten, die Juan Guaidó als damaligen Präsidenten anerkannten, zu überzeugen, dass es nur eine legitime Regierung in Venezuela gebe, und das sei die Maduros.
Ab 2021 war er Unterhändler für Wirtschaftsbeziehungen mit der EU. Seit Januar 2023 ist er Außenminister Venezuelas.
Yván Gil ist Mitglied der chavistischen Partei PSUV. Zwar gilt er als treuer Anhänger des Chavismus, hielt sich jedoch von dessen radikalen Positionen fern.